# 李詩灃
李 詩灃（り しほう、リ・シーフェン、英語: Li Shi Feng、2000年1月9日 - ）は、中華人民共和国の男子バドミントン選手。2018年ユースオリンピックの金メダリスト。

## 経歴
6歳からバドミントンを始め、小学生時代から江西バドミントンチームで練習開始。
2018年、ジュニア選手権の男子シングルスで銅メダルを獲得。その後、アルゼンチンのブエノスアイレスで開催された、2018年夏季ユースオリンピックに出場し、決勝でインドのラクシャ・センをストレートで破り、金メダルを獲得した。
2023年、3月の全英オープンにて、決勝まで駒を進め同胞の石宇奇と対決。戦績上格上の石相手にストレートで下し優勝。彼自身、ワールドツアー初タイトル獲得にして、BWFワールドツアースーパー1000のビッグタイトル獲得となった。
7月のカナダ・オープンでは、準決勝で世界ランク3位の奈良岡功大を破って決勝に進むが、インドのラクシャ・センに敗れ準優勝となった。また、その翌週のUSオープンでは、準決勝でラクシャ・センに前週のリベンジを果たし、決勝で世界ランク4位のクンラブット・ビチットサーンを破って優勝した。